# Branchinecta conservatio
Branchinecta conservatio е вид хрилоного от семейство Branchinectidae. Видът е застрашен от изчезване.

## Разпространение
Разпространен е в САЩ.